# 佐野健二 (ベーシスト)
佐野 健二（さの けんじ　1955年8月6日 ‐ ）は、日本のベーシスト、ミュージック・ディレクター。カラパナのメンバー。愛称は「キャプテン」。

## 人物紹介
カラパナとして活動する一方、日本ではEXILEを初めとしたアーティストのプロデュース・編曲・セッションを行なっている。EXILEメンバーからはキャプテンと呼ばれている。実妹はDJの佐野瑛厘。
- 1986年 カラパナに加入。翌年、来日する。
- 1988年 角松敏生と共同で中山美穂のアルバム『CATCH THE NITE』プロデュースを手掛ける。以降、早見優など日本のアーティストのプロデュースを手がけるようになる。仕事の依頼は多岐に渡り、鈴木杏樹と共に『BSヤングバトル』(NHK)の司会を担当したこともある[2]。
- 1994年 ジャッキー・グラハムの音源制作に携わる。ジェイ・グレイドンの日本とヨーロッパのツアーに参加。
- 1996年 globe、安室奈美恵のミュージック・ディレクターを務める。約11年に渡り安室奈美恵のツアーのベーシスト兼バンドマスターとして活躍。
- 2001年 矢沢永吉のツアーにベーシスト兼バンドマスターとして参加。
- 2004年 EXILEと出会い、ミュージック・ディレクターとしてEXILEのレコーディングやライブに深く関わる。現在は他にDEEPのミュージック・ディレクター、今年デビューする4人組のロックバンドThe ROOTLESSのプロデューサーも務めている。

## 参加作品

### プロデュース
- 1988年 中山美穂 「CATCH THE NITE」 （角松敏生と共同）
- 1995年 オバタミナコ 「WE HAVE A DREAM」 （小池秀彦と共同）
- 2005年 清木場俊介 「清木場俊介」

### 作曲
- 2012年 EXILE ATSUSHI「願い -Album ver.-」
- 2012年 EXILE「あの空の星のように…」

### 編曲
- 2000年 角松敏生 「存在の証明」
- 2009年 EXILE 「forever love」
- 2010年 EXILE 「願い」

### レコーディング参加
- 1993年 Jay Graydon 「Airplay For The Planet」
- 1997年 TK presents こねっと 「YOU ARE THE ONE」
- 1997年 globe 「FACES PLACES」
- 1997年 小室哲哉 「SPEED TK RE-MIX」
- 1997年 安室奈美恵 「Concentration 20」
- 1997年 華原朋美 「storytelling」
- 1998年 globe 「Love again」
- 1998年 tohko 「It's all about us 〜from the motion picture "BEAT"〜」
- 1998年 globe 「Relation」
- 1998年 TK MUSEUM 「TK1998」
- 1999年 鈴木あみ 「SA」
- 1999年 Ring 「TEEN'S RING」
- 2000年 安室奈美恵 「GENIUS 2000」
- 2012年 安室奈美恵 「Uncontrolled」

## 出演

### PV
- EXILE ATSUSHI「Ooo Baby」（2011年）

## ツアー参加（日本）
- 安室奈美恵 (1996年～2006年)
- 矢沢永吉 (2001年)
- 清木場俊介 (2005年)
- EXILE (2005年～現在)
- 三代目J Soul Brothers (2017年～現在)

## 関係サイト
- 佐野健二オフィシャルウェブサイト

| スタブアイコン | サブスタブ | この項目は、まだ閲覧者の調べものの参照としては役立たない、音楽関係者（バンド等）に関連した書きかけの項目です。この項目を加筆・訂正などしてくださる協力者を求めています（P:音楽/PJ:芸能人）。 |